# پنرمون، میسوری
پنرمون (به انگلیسی: Penermon) یک روستا (ایالات متحده آمریکا) در ایالات متحده آمریکا است که در شهرستان استادار، میزوری واقع شده‌است.
 پنرمون ۰٫۵۵ کیلومتر مربع مساحت و ۶۴ نفر جمعیت دارد و ۹۰ متر بالاتر از سطح دریا واقع شده‌است.